# Bitka kod Slunja 1649.
Bitka kod Slunja, bila je bitka između hrvatskih snaga protiv osmanskog osvajača. Slunj je bio grad blizu granice s Osmanskim Carstvom. 

## Političko-vojna pozadina
Ova je bitka zbila se u razdoblju godinu netom nakon što je na sjevernom kraju Habsburške Monarhije završio Tridesetogodišnji rat koji je iscrpio europske velesile. Na obzoru su bile nove europske sile, napose jačanjem konkurentske Francuske pod Lujem XIV.
Nakon što se je Petar Zrinski, kapetan žumberačkih uskoka s kojima je sudjelovao u Tridesetogodišnjem ratu u zadnjim godinama toga rata, vratio s uspješnih ratnih pohoda po njemačkom i češkom bojištu, Zrinski se sukobio s Osmanlijama kod Slunja.

## Ishod bitke
Zrinski je porazio Osmanlije.